# 八歌浪
《八歌浪》（阿美語：Pakelang）是台灣董事長樂團和第二代馬蘭吟唱隊的跨界專輯，由大吉祥整和行銷出版，風潮音樂代理於2021年9月28日發行，是樂團距2007年的《我的名字叫bai lang》以來二度和初代吟唱隊團長郭英男之子，今繼承父業的歌手蔣進興合作。
專輯包裝由然點設計工作室的李政瀚、于薇負責操刀，運用紙張堆疊出台灣東海岸山巒和族人歌唱的輪廓剪影，帶出土地上生生不息的文化傳承。專輯贏得第64屆格萊美獎最佳專輯設計包裝獎，為台灣歷史首座。

## 背景
憑第12張專輯《祭》入圍第61屆格萊美獎最佳專輯設計包裝獎後，董事長樂團吉他手兼主唱吳永吉有了新的觸發，期望樂團未來不僅以設計，也能以音樂作品入圍葛萊美獎。回到台灣後，他仔細研究了葛萊美獎的歷屆得獎作品，並檢視樂團的過往作品，覺得憑自身之力可能辦不到，因此特別在練團時找來團員開會，集思廣益下一張專輯的方向。對比該獎近年的作品，吳永吉認為台灣原住民的歌聲也相當具有競爭力，由此燃起要讓原住民歌聲在國際舞台被聽到的念頭，於是積極和多年前攜手合作過的阿美族歌手蔣進興及其率領的第二代馬蘭吟唱隊聯絡。
蔣進興是阿美族歌手兼馬蘭吟唱隊團長郭英男的獨子。父親於2002年逝世後，他繼承其遺志接手帶領下一代馬蘭吟唱隊，致力於推廣和保存面臨失傳的原住民傳統歌謠，並從事免費教唱母語歌曲的工作。吳永吉多年前聽到郭英男的知名歌曲老人飲酒歌驚艷不已，輾轉下認識到其子蔣進興，並於2007年共同推出合作專輯《我的名字叫Bai Lang》，將阿美族傳統古調透過現代編曲重新詮釋。
距離上一張合作專輯發行過了十餘年，蔣進興曾向吳永吉表態自己年事已高，這可能是他的最後一張專輯，希望能幫他好好做。而吳也對自己從沒為蔣拿下獎項感到遺憾，並對原住民傳統音樂可能會因而沒落感到可惜，為此他在一開始就把目標設定在有世界最高音樂殿堂之稱的葛萊美獎。對於邀來第二代馬蘭吟唱隊獻聲，吳永吉稱這是因為他覺得馬蘭部落的複音唱法十分特別，比較有機會讓外國聽眾為之一亮。此外，樂團這次還透過網路邀集菲律賓、英國和阿根廷等國的樂手，以及鄰社的排灣族、泰雅族人參與錄製工作。

## 創作和錄製過程
身為此次專輯的發起和主要籌備人員，吳永吉自2019年起為了讓作品有別於其他同質的古調音樂，花了一年時間構思和摸索，但在第二年體悟到自己能力不足，無法達成所願，一度打算放棄，並向團員坦言失敗之事。團員見狀回應既然起了頭就繼續做下去，並給予他支持和反饋。吳在團員的鼓勵下收集了他們的建言，率先嘗試錄了〈珍重再見〉一首單曲，發行後見市面上反應不錯，便加緊展開另外九首古調歌曲的製作。然而到了專輯完工前夕，他再次查閱葛萊美獎的報名辦法，才發現作品至少需要51%以上的全新創作，因此無法以原有的十首古調進行提報，顧慮到此時經費已所剩無幾，只好暫緩腳步並重新擬定布局。
2021年初，每當譜寫完樣本帶，吳永吉便偕同錄音師到臺東的錄音室和蔣進興會面，地點包括TT聲音部落錄音室和都蘭的愛人錄音室。兩人在此期間催生出超過10首歌曲，其中大多是蔣透過手機聆聽音樂後，看著海浪、山脈、草原等自然景物的影像，在酒精催化下即興創作出來的。隨後吳永吉就把歌曲帶回臺北先作初步的挑選和整理，再導入到電腦剪輯軟體進行編曲。雖然成功創作出多首新曲，但由於這些歌曲均是蔣進興隨著當下興致，在同一時間將詞、曲創作出來的，因此在唱第二次時經常無法還原最初演唱的感覺而「唱不進來」，讓他們兩人倍感挫折。為了使後續剪輯的音軌不至過少，以及出於他本人對音質的講究，吳永吉希望同一首歌至少要在錄音室裡錄兩遍，於是蔣進興便改用手寫的方式簡單將歌曲記錄起來，才得以將歌曲定型，並在製作人的指導下錄完歌曲。
最初專輯標題定為《光明之路》，描述在第二次世界大战中被遺忘的阿美族日本兵，以及国共内战期間受政府徵召派往外島作戰的原住民士兵，但後來吳永吉在和蔣進興及其他原住民朋友朝夕相處下，發現他們生性開朗、幽默，每天都在開玩笑，以此為命題太過嚴肅，而剛好專輯中有一首歌曲名為〈八歌浪〉（意為意為慶功宴），較為符合整張專輯歡樂的氛圍，且每當經過辛勤的工作，蔣進興便提議要去八歌浪，有時更會找理由去八歌浪，於是最終專輯標題就改為《八歌浪》。吳永吉憶述道：「我後來想，文化傳承不需要那麼沉重，把他們真實的一面呈現出來就好，不需要給他們太多的符號。」
《八歌浪》耗時近2至3年時間製作，是董事長樂團製作時程最長的專輯。對此吳永吉表示，以往不到一年內就能產出一張專輯，但這次因為受到嚴重特殊型感染性肺炎疫情影響，包含蔣進興在內的多位會吟唱的長輩中途也因病休息，使得錄製工作被迫停擺兩次。他也提到目前會吟唱古調的部落耆老已紛紛凋零，且吟唱隊成員的的平均年齡也都超過50歲，使得團隊在製作專輯時心底十分焦急，很急著想將長輩們的聲音盡快記錄下來。

## 詞曲
《八歌浪》是一張以阿美族古調為基底的世界音樂專輯，融合了雷鬼、電子、搖滾等當代元素。吳永吉在原住民族廣播電台節目《Alian亮起來》的採訪中表示，他覺得原住民的音樂和人都是很開朗的，所以這次特別挑選比較輕快、聽起來有律動感，並且會讓人想跟著跳舞的歌曲。編曲方面，專輯還使用嗩吶、口簧琴和卡林巴琴等傳統民俗樂器作伴奏，以讓專輯更加符合世界音樂的感覺。歌詞方面，除了開場曲〈拜訪歌〉、第六首〈小米歌〉、第八首〈牽牛歌〉和尾曲〈珍重再見〉為阿美族馬蘭傳統古調因而未作更動外，其餘歌曲的歌詞靈感均源自蔣進興自身的真實故事經驗。
開場曲〈拜訪歌〉是一首關於飲酒的歌曲，傳達出族人們聚在一起天真、快樂又單純生活的寫照。第二首〈原住民恰恰〉名稱源自阿美族的一種舞蹈，講述蔣進興在沙灘上遇到一個女人，邀請她一起「跳舞唱歌把歌唱」的情境。第三首〈不要再喝了〉是首較偏流行的歌曲，歌詞勸戒年輕人不要喝酒。第五首〈冷冷的南風 思念著你〉是一首帶有爵士樂元素的歌曲，描述對初戀情人的懷念。第七首〈在海邊遇到你〉描寫蔣進興某天在海邊偶遇一個女孩的故事。第八首〈牽牛歌〉在編曲時董事長樂團刻意沒將其以古調樣貌呈現，轉而賦予它「新的生命」，並加入了聽起來有點「阿根廷探戈的手風琴」作伴奏。而在第九首〈八歌浪〉結束後便接續尾曲〈珍重再見〉，後者是阿美族人在舉行完八歌浪後，希望客人能平安回家而搭配舞蹈演唱的歌曲。吳永吉透露，其實兩者的旋律相同，惟編曲的方法不太一樣。

## 包裝和裝幀設計
《八歌浪》的包裝和裝幀設計由臺中然點設計工作室的李政瀚及于薇負責。李從求學時期開始一直都在和同學組成的重金屬樂團「適者生存」中擔任吉他手，直到30歲才把事業重心轉向設計，過去曾以血肉果汁機《深海童話》、浮現浩世樂團《時代》兩度奪下全美獨立音樂獎。原先李在接到董事長樂團的委託後表示沒空，但在聽到對方的目標是葛萊美獎後便馬上答應了。接下專輯設計的委託後，他從2020年12月至隔年3月都處於醞釀期。在這段時間裡，為了全心投入在《八歌浪》，他除了不惜將其他商業案推掉，靠著原有儲蓄度日，還前往馬蘭吟唱隊所在的臺東，向阿美族的朋友請益，並大量閱讀關於原住民的故事和傳說，以增加對原住民文化的認識及設計的靈感。
起初李政瀚根據董事長樂團所告訴他的理念，以阿美族馬蘭部落東海岸為出發點去發想。之後，他在網路上看到第一代馬蘭吟唱隊團長郭英男的側臉照後，覺得這種形象十分鮮明，並帶出傳承的感覺，於是產生出三個阿美族人站在台灣海岸線對著大海唱歌的畫面，其中最前方的就是郭英男，他表示：「因為三才是多數，象徵一群傳承吟唱隊的族人」。他也覺得台灣擁有很漂亮的自然環境，而台灣人也是具有冒險精神的海洋民族，因此他打算透過結合海洋、土地、人、傳承這四個元素，傳達出「散播文化到世界」的概念。
由於距離葛萊美獎的報名期限不剩幾個月時間，李之後找上剛從大學畢業的設計師于薇搭檔合作。于薇則是工作室的新進實習生，從小是追星族且喜愛音樂的她一直很想做音樂相關的工作，因此較早就接觸上專輯裝幀設計，累積至今已有十多張專輯的設計經驗。而這次她負責專輯歌詞本的設計。瞭解了專輯的大方向後，于薇覺得可以做有關大自然環境的圖像，不只是侷限在刻板印象會想到的顏色。對於專輯歌詞本的內頁設計，她認為與其使用生硬的正方形並放上一般的照片，不如使用比較抽象、實驗性的方式製作影像，因此她一反以往用的Photoshop平面設計軟體，特別自學TouchDesigner、After Effects等動畫軟體，以動態的思考邏輯切入，透過軟體演算出她想要的圖像。
為了更親近自然意象，李政瀚原本選擇木頭作為封面材料，但以木頭打樣的成果並不理想，無法克服雷射切割後帶來的燒焦感，尤其殘留的黑碳粉容易弄髒整張專輯。在經過不同媒材的嘗試和數十次的印刷打樣後，李最終在盡可能降低失敗機率的前提下，選用顏色更為多樣化、且能表現色階漸變感的紙張。外包裝部分，李很早就擇定使用藍色的UV塑膠片，但為了在透明片上印出漸層的藍色和清透的效果，印了40幾次，才把容錯率降到最低。
由於製作專輯時疫情嚴重，董事長樂團和設計師至始至終都是透過視訊會議方式確認專輯設計的進度，而每當樂團錄製好一首新歌也會給設計師聽，但一直到完成了專輯最終版的白樣，準備要進入工廠印製時，樂團才得知專輯印刷的成本有多少。吳永吉表示：「我們設計完全沒砍價，讓設計師自由發揮，想說再怎麼貴都沒那麼誇張，結果一張專輯光印刷成本就400、500塊，根本是賣一張、賠一張。」據其所言，《八歌浪》雖獲文化部影視及流行音樂產業局補助新台幣120萬元，但最終總製作成本突破250萬元。

## 反響

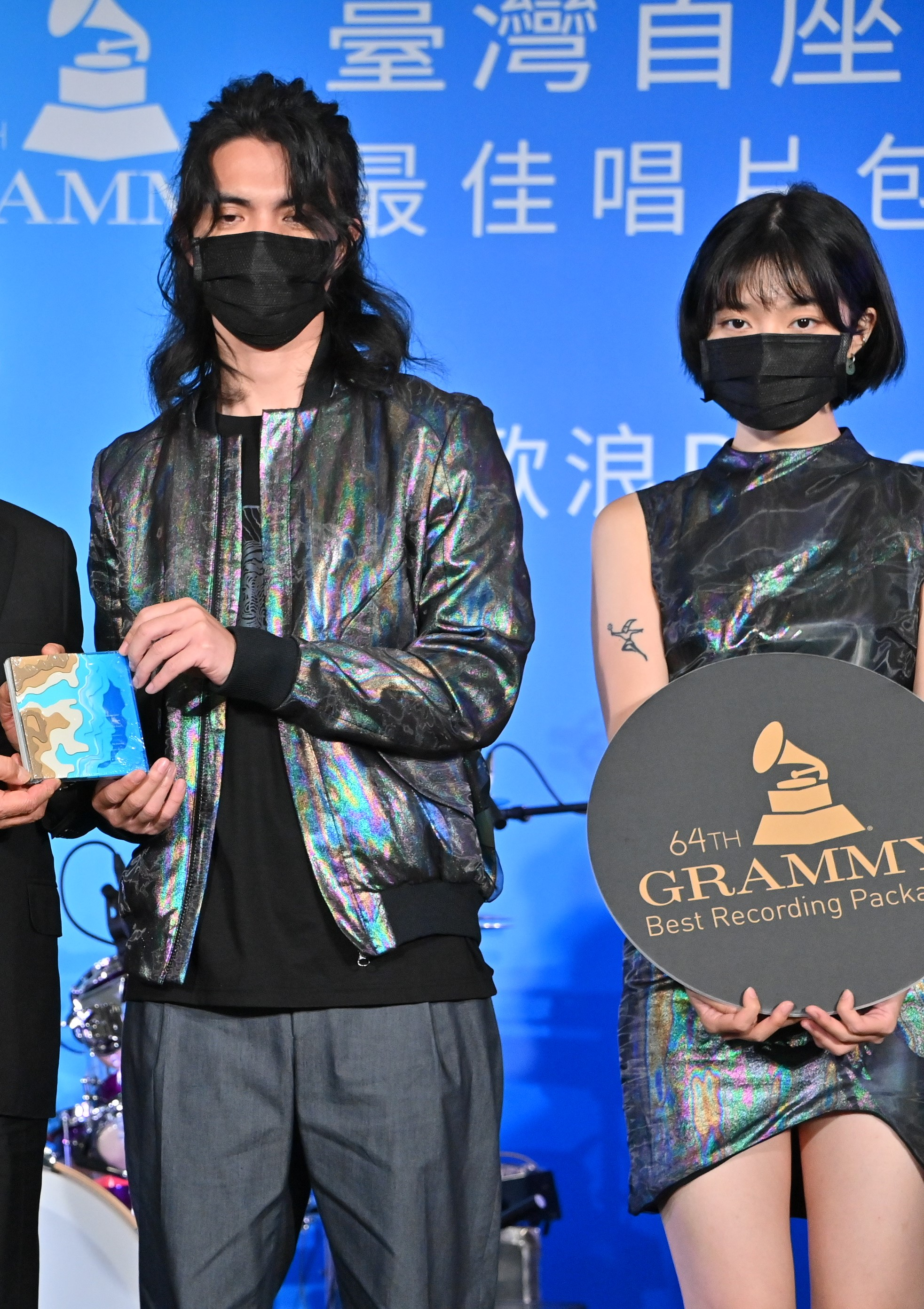
李政翰（左）和于薇（右）在慶功記者會

專輯入圍並贏得第64屆格萊美獎「最佳專輯設計包裝獎」，是設計師首度參與葛萊美獎角逐，也是首度有台灣藝術家獲得此等殊榮，其中與之一起競逐的Soul of Ears《Zeta》的設計者蕭青陽同樣來自台灣，為他自負責董事長樂團上一張專輯《祭》包裝設計後第六度入圍葛萊美獎。
上台發表得獎感言時，李政瀚和于薇透過隨行英語翻譯表示：「台灣是個美麗、愛好和平的國家，十分歡迎大家來訪。」此番言論隨即在網路引發熱烈討論和多家媒體關注。根據BBC中文網報導，有人批評其發言時應提中華民國而非台灣，中國大陸的網民則抨擊其以國家指稱台灣。對此，李政瀚感到意外，稱他的發言重點只是希望大家多來台灣看看、認識台灣。
專輯獲獎消息傳到國內後，不僅庫存在幾天內全數銷售一空，設計師和樂團亦頻頻接到和採訪邀約。2022年5月2日，製作團隊出席專輯慶功記者會，行政院長蘇貞昌、文化部次長李靜慧、風潮音樂創辦人楊錦聰、娛樂界人物倪重華等均到場祝賀。同年5月2日，製作團隊再前往總統府晉見總統蔡英文，現場還有總統府秘書長李大維、文化部長李永得陪同。

### 評析
2009年憑《如來如去》入圍葛萊美獎的臺灣科技大學設計系專技副教授鄭司維分析稱「這個獎的背後，是天時地利人和。」他表示台灣設計科系畢業生一年超過2萬人，知名的設計師也幾乎都做過唱片，累積不少能量。再者，樂團願意投注金錢與心力尊重設計、風潮音樂在美國深耕20多年鋪路，以及這兩年台灣在國際上的聲量提高，也加了不少分。
曾擔任過三金（金馬獎、金鐘獎、金曲獎）頒獎典禮的視覺總監方序中認為，台灣多元的文化，對《八歌浪》的包裝設計影響密不可分。他指出，李政瀚、于薇之所以能得獎，在於把台灣地景和情感藉由包裝呈現，把視覺和聽覺有所連結，讓外國人也能感受得到。
國立中山大學藝術管理與創業研究所助理教授魏君穎認為，這幾年台灣在推動文化產業，包括影視、音樂及出版推向國際的相關補助跟政策繁多，而《八歌浪》的包裝設計得獎便展現出台灣在設計力上持續累積的能量。

## 曲目
內容摘自《八歌浪》專輯內頁，若詞曲欄未附註曲目均為馬蘭阿美族傳統古調。
| 《八歌浪》 | 《八歌浪》                                             | 《八歌浪》 | 《八歌浪》     | 《八歌浪》 |
| 曲序       | 曲目                                                   |            | 作曲           | 时长       |
| ---------- | ------------------------------------------------------ | ---------- | -------------- | ---------- |
| 1.         | 拜訪歌 Song Of Visiting                                |            |                | 3:01       |
| 2.         | 原住民恰恰 Indigenous Cha-Cha                          | 蔣進興     | 蔣進興、吳永吉 | 2:52       |
| 3.         | 不要再喝了！ Stop Drinking                             | 蔣進興     | 蔣進興、吳永吉 | 3:10       |
| 4.         | 孩子！你在哪？ Where Are You, My Child？               | 蔣進興     | 蔣進興、吳永吉 | 3:47       |
| 5.         | 冷冷的南風 思念著你 Missing You in the Cold South Wind | 蔣進興     | 蔣進興、吳永吉 | 4:00       |
| 6.         | 小米歌 Millets Song                                    |            |                | 3:18       |
| 7.         | 在海邊遇到你 Flipped on the Beach                      | 蔣進興     | 蔣進興、吳永吉 | 3:31       |
| 8.         | 牽牛歌 Song Of An Ox                                   |            |                | 3:22       |
| 9.         | 八歌浪 Pakelang                                        | 蔣進興     | 蔣進興、吳永吉 | 3:06       |
| 10.        | 珍重再見 Farewell                                      |            |                | 2:39       |
| 总时长：   | 总时长：                                               | 总时长：   | 总时长：       | 32:46      |

## 參與人員
內容摘自《八歌浪》專輯內頁以及專輯YouTube紀錄片。
地點
- 台灣臺北市南港區這虎錄音室
- 台灣臺東縣臺東市TT聲音部落錄音室
- 台灣臺東縣東河鄉都蘭愛人錄音室
- 英國倫敦泰晤士河畔亨利Streaky Studios

第二代馬蘭吟唱隊
- 蔣進興（Bai Lang） – 主唱
- 林宜瑩（Taotao） – 主唱
- 卓秋琴（Ivi.Kalaya） – 主唱、和聲
- 羅新春（Futol） – 主唱
- 曾光復（Yasu） – 主唱

董事長樂團
- 吳永吉 – 製作、編曲、卡林巴琴、口簧琴、和聲（曲目2、7、10）、母帶製作
- 林大鈞 – 出品、編曲、響指聲
- 杜文祥 – 編曲、響指聲
- 林俊民 – 編曲、爵士鼓（曲目1、2、3、6、7、8、9）、響指聲
- 郭人豪 – 編曲、烏克麗麗、尼龍絃吉他、原聲吉他、電吉他
- 培武 – 編曲、和聲（曲目10）、打擊樂

其他
- 葉斯偉 – 錄音
- 約德·內沃（英语：Yoad Nevo） – 混音
- Streaky – 母帶工程
- Pilot K – 編曲、鋼琴
- 李守信 – 爵士鼓（曲目4、10）
- 奧盧本加·阿德萊坎（英语：Olugbenga Adelekan） – 貝斯
- 張嘉成 – 小提琴、中提琴
- 蔡偉靖 – 手風琴（曲目8）
- 鄭詠丞 – 嗩吶
- 鄭文鳳 – 喇叭 （曲目2、9）
- Amy – 長號
- 和政毅 – 和聲、錄音
- 沈榮昌 – 和聲（曲目7）
- 王文章 – 和聲（曲目7）
- 何欣穗 – 海外製作聯絡
- 林好 – 羅馬拼音
- 張睿銓 – 英文翻譯
- 李政翰 – 裝幀設計
- 薇 – 裝幀設計

## 註解
1. ↑  阿美族為母系社會，因此蔣進興（Bai Lang）漢名從母姓。
2. ↑  八歌浪是阿美族習俗中常見的樂舞慶典，無論是家屋落成、光榮入伍、婚喪喜慶，或工作告一段落皆會舉辦。